# Stillingia
Stillingia é um género botânico pertencente à família Euphorbiaceae.
Plantas nativas das regiões tropicais da América do Norte.

## Sinonímia
- Gymnostillingia Müll.Arg.

## Principais espécies
Este gênero é composto por 142 espécies. As principais são:
| - Stillingia linearifolia - Stillingia paucidentata - Stillingia spinulosa | - Stillingia sylvatica - Stillingia texana |

## Lista completas das espécies
O gênero Stillingia possui 29 espécies reconhecidas atualmente.
- Stillingia acutifolia (Benth.) Benth. & Hook.f. ex Hemsl.
- Stillingia aquatica Chapm.
- Stillingia argutedentata Jabl.
- Stillingia bicarpellaris S.Watson
- Stillingia bodenbenderi (Kuntze) D.J.Rogers
- Stillingia dichotoma Müll.Arg.
- Stillingia diphtherina D.J.Rogers
- Stillingia dusenii Pax & K.Hoffm.
- Stillingia linearifolia S.Watson
- Stillingia lineata (Lam.) Müll.Arg.
- Stillingia oppositifolia Baill. ex Müll.Arg.
- Stillingia parvifolia Sánchez Vega, Sagást. & Huft
- Stillingia paucidentata S.Watson
- Stillingia peruviana D.J.Rogers
- Stillingia pietatis McVaugh
- Stillingia querceticola McVaugh
- Stillingia salpingadenia (Müll.Arg.) Huber
- Stillingia sanguinolenta Müll.Arg.
- Stillingia saxatilis Müll.Arg.
- Stillingia scutellifera D.J.Rogers
- Stillingia spinulosa Torr.
- Stillingia sylvatica L.
- Stillingia tenella (Pax & K.Hoffm.) Esser
- Stillingia terminalis Baill.
- Stillingia texana I.M.Johnst.
- Stillingia trapezoidea Ule
- Stillingia treculiana (Müll.Arg.) I.M.Johnst.
- Stillingia uleana Pax & K.Hoffm.
- Stillingia zelayensis (Kunth) Müll.Arg.

## Nome e referências
Stillingia Garden ex L.